# Diplopseustis nigerialis
Diplopseustis nigerialis là một loài bướm đêm trong họ Crambidae.